# TSV Bayer 04 Leverkusen (piłka siatkowa kobiet)
Bayer 04 Leverkusen  - żeński klub piłki siatkowej z Niemiec. Został założony w 1969 roku z siedzibą w Leverkusen. Występuje w Volleyball Bundesliga.